# Walt Williams
Walter "Walt" Ander Williams (Washington D. C., 16 de abril de 1970) es un exjugador de baloncesto estadounidense que jugó durante 11 temporadas en la NBA. Con 2,03 metros de estatura jugaba en la posición de escolta.

## Trayectoria deportiva

### Universidad
Jugó durante cuatro temporadas con los Terrapins de la Universidad de Maryland. Comenzó su carrera en 1988, dos años después del trágico fallecimiento de Len Bias, cuando el equipo estaba atravesando malos momentos a causa de varias sanciones de la NCAA. El equipo se recompuso alrededor de su figura, siendo elegido en el segundo equipo All-American en 1992, el año en el cual batió el récord universitario de más partidos consecutivos anotando 30 o más puntos, con 7. Batió el récord de la universidad que poseís Len Bias de más puntos en una temporada, con 776, promediando los mejores números de un Terrapin en la historia: 26,8 puntos, 5,6 rebotes, 3,6 asistenciasy 2,1 robos de balón. Su mayor anotación la logró ante Wake Forest en 1992, consiguiendo 39 puntos. Acabó su carrera universitaria con 16,2 puntos y 4,6 rebotes por partido.

### Profesional
Fue elegido en la séptima posición del Draft de la NBA de 1992 por Sacramento Kings, consiguiendo en su primera temporada aparecer en el segundo mejor quinteto de rookies de la NBA, tras promediar 17 puntos, 4,5 rebotes y 3 asistencias por encuentro. Curiosamente fue su mejor temporada en la liga profesional. 
Tras tres años y medio con los Kings, el 22 de febrero de 1996, fue traspasado a Miami Heat junto con Tyrone Corbin a cambio de Billy Owens y Kevin Gamble. 
Tras terminar la temporada, firmó como agente libre con Toronto Raptors el 29 de agosto de 1996. 
Participó en el All Star Weekend de la NBA en 1997 celebrado en Cleveland, en el concurso de triples.
Allí permaneció año y medio, y el 13 de febrero de 1998, se vio envuelto de nuevo en un traspaso múltiple que le llevaría a Portland Trail Blazers junto con Damon Stoudamire y Carlos Rogers, a cambio de Kenny Anderson, Alvin Williams, Gary Trent, dos primeras rondas del draft, una segunda y dinero.
Al año siguiente, el 2 de octubre de 1999, volvería a ser traspasado, esta vez a Houston Rockets, junto con Stacey Augmon, Kelvin Cato, Ed Gray, Carlos Rogers y Brian Shaw a cambio de Scottie Pippen.
Allí permaneció durante tres temporadas, saliendo desde el banquillo, hasta la temporada 2002-03, cuando firmó con Dallas Mavericks (en octubre de 2002), en la que sería su última temporada como profesional.
Tras once años, sus promedios fueron de 11,8 puntos, 3,9 rebotes y 2,3 asistencias por partido.

## Selección nacional
Participó en los Juegos Panamericanos de 1991 con la selección de Estados Unidos donde ganaron el bronce.

## Vida personal
Apareció en 1996 en la película Eddie, protagonizada por Whoopi Goldberg.
Creó un fondo de becas de 125.000 dólares en Maryland, que beneficia a estudiantes de minorías sin recursos, en honor a su difunto padre, Walter Sr.
Trabajó como comentarista radiofónico de los partidos de baloncesto masculino de la Universidad de Maryland.